# Bagthorpe with Barmer
Bagthorpe with Barmer is een civil parish in het bestuurlijke gebied King's Lynn en West Norfolk, in het Engelse graafschap Norfolk met 53 inwoners.